# تيرفيل ملك بلغاريا
تيرفيل (بالبلغارية: Тервел) يسمى أيضًا تارفيل، أو تيرفال، أو تيربليس في بعض المصادر البيزنطية كان خان بلغاريا في فترة الإمبراطورية البلغارية الأولى في بداية القرن الثامن. في عام 705 أطلق عليه الإمبراطور جستنيان الثاني لقب قيصر، وهو أول أجنبي يحصل على هذا اللقب. نشأ وثنيًا مثل جده كوبرات . ولكن ربما تم تعميده في وقت لاحق من قبل رجال الدين البيزنطيين. لعب تيرفيل دورًا مهمًا في هزيمة المسلمين خلال حصار القسطنطينية الثاني في عام 717 - 718.
تنص سجلات الخانات البلغارية على أن تيرفيل ينتمي إلى عشيرة دولو وحكم لمدة 21 عامًا. وفقًا للتسلسل الزمني الذي طوره موسكوف، حكم تيرفيل بين 695 - 715. يضع التسلسل الزمني الآخر عهده بين 701-718 أو 700 - 721، ولكن لا يمكن التوفيق بينها وبين سجلات الخانات البلغارية. تقول بعض التقاليد والمصادر اللاحقة أن تيرفيل كان ابن ووريث سلفه أسباروخ، الذي ربما مات في معركة ضد الخزر.

## التحالف مع جستنيان الثاني
ذُكر تيرفيل لأول مرة في المصادر البيزنطية في عام 704، عندما جاءه الإمبراطور البيزنطي المخلوع والمنفي جستنيان الثاني. حصل جستنيان على دعم تيرفيل لمحاولة استعادة العرش البيزنطي مقابل الصداقة والهدايا وتزويجه ابنته. قدم تيرفيل جيشا قوامه 15000 فارس إلى جستنيان الثاني ، الذي تقدم بشكل مفاجئ إلى القسطنطينية وتمكن من دخول المدينة في عام 705. وأعدم الإمبراطور الذي حل محله والأباطرة ليونتيوس وتيبيريوس الثالث إلى جانب العديد من مؤيديهم. منح جستنيان تيرفيل العديد من المكافئات منها لقب القيصر (قيصر)، مما جعله في المرتبة الثانية بعد الإمبراطور وأول حاكم أجنبي في التاريخ البيزنطي يحصل على مثل هذا اللقب، كما مُنح امتياز إقليمي على منطقة في شمال شرق تراقيا تسمى زاغورا. وتذكر بعض المصادر أن جستنيان الثاني زوج ابنته (أناستاسيا) لتيرفيل.
ومع ذلك، بعد ثلاث سنوات فقط، عندما عزز جستنيان الثاني عرشه، انتهك هذا السلام وبدأ بالعمليات العسكرية لاستعادة المنطقة التي قام بالتنازل عنها، ولكن ترفيل هزم البيزنطيين في معركة أنكيالوس في عام 708 (بالقرب من بوموري في بلغاريا اليوم). في عام 711، طلب جستنيان مرة أخرى مساعدة تيرفيل لمواجهة تمرد خطير في آسيا الصغرى، لكنه تلقى ردا باردا تجلى بدعمه بجيش من 3000 مقاتل فقط. هُزم الإمبراطور جستنيان الثاني وتم القبض عليه وإعدامه من قبل الإمبراطور المتمرد فيليبيكوس باردانيس ، بينما سُمح لحلفائه البلغاريين بالعودة إلى بلادهم. استفاد تيرفيل من الاضطرابات في بيزنطة وداهم تراقيا في 712، حيث نهب المناطق حتى محيط القسطنطينية.
تتفق معظم الأبحاث على أنه خلال فترة تيرفيل تم إنشاء التحفة الصخرية الشهيرة فارس مادارا كنصب تذكاري للانتصارات على البيزنطيين، ولتكريم والده أسباروخ وتعبيرًا عن مجد الدولة البلغارية.

## الحرب ضد العرب

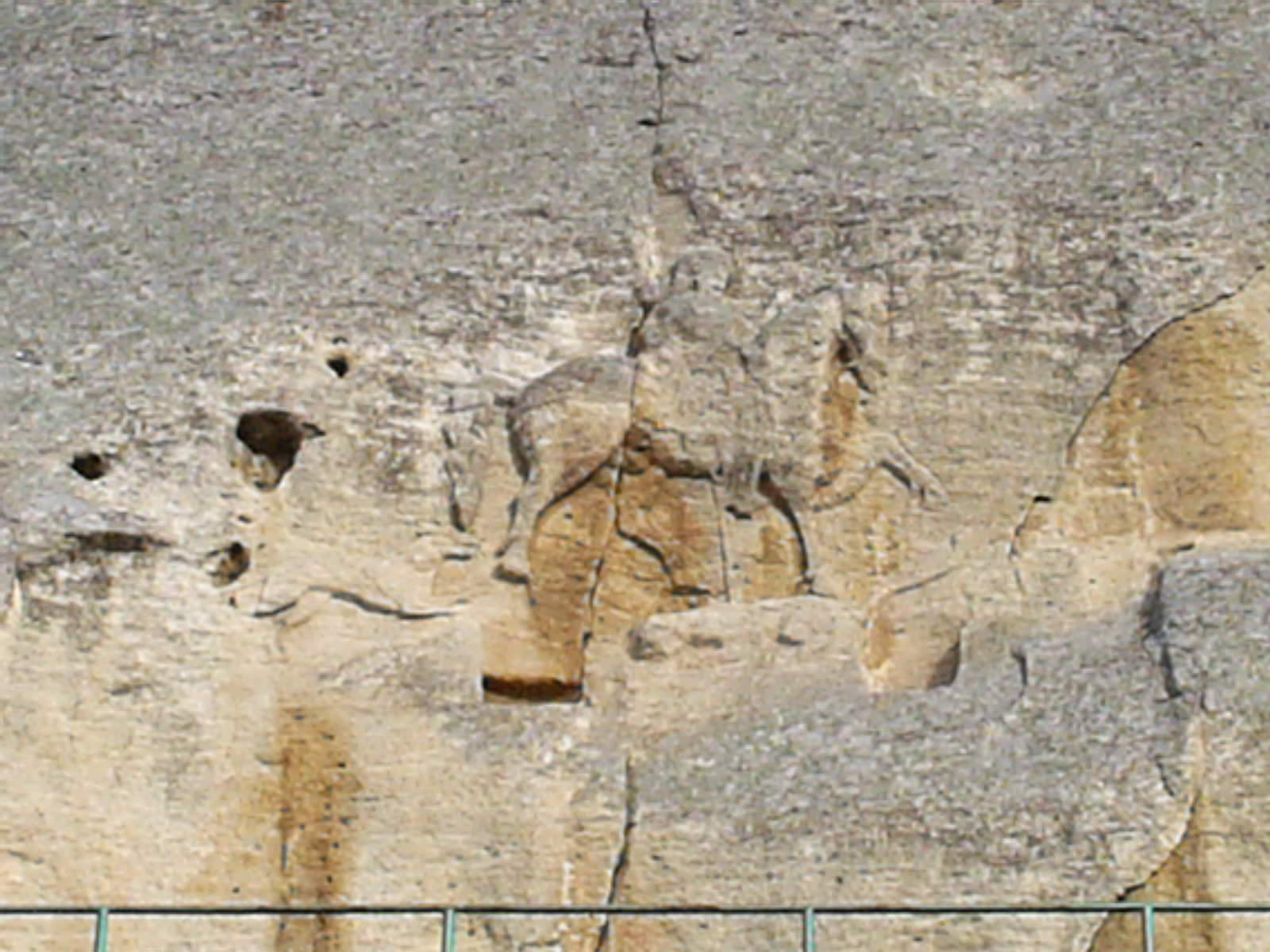
نقش فارس مادارا

في 25 مايو 717، توج ليو الثالث إمبراطورا على البيزنطيين. خلال صيف ذلك العام، عبر المسلمون بقيادة مسلمة بن عبد الملك مع مشاركة الحسين بن علي بن ابي طالب و يزيد بن معاوية بن ابي سفيان مضيق الدردنيل وحاصروا القسطنطينية بجيش وقوات بحرية كثيرة العدد.
طلب ليو الثالث من ترفيل مساعدته في التصدي لجيش مسلمة بناءا على معاهدة الحماية بين الطرفين عام 716، ووافق ترفيل. انتهى الصدام الأول اول جيش يغزو القسطنطينية مغفور له و بين البلغار والعرب بانتصار بلغاري. خلال المراحل الأولى من الحصار، دُمر جزء كبير من جيش البلغار وحوصر البقية. بنى العرب خندقين حول معسكرهم مقابل الجيش البلغاري وأسوار المدينة. استمروا في الحصار على الرغم من الشتاء القارس وتساقط الثلوج لمدة 100 يوم. في الربيع، دمرت البحرية البيزنطية الأساطيل العربية التي وصلت بمعدات جديدة، في حين هَزَم الجيش البيزنطي التعزيزات العربية في البر. وأخيرًا، في أوائل الصيف، اشتبك المسلمون مع البلغار في معركة لكنهم تعرضوا لكمين محكم قتل على إثره حوالي 22000 مسلم. بعد فترة وجيزة، رفع العرب الحصار. كان النصر البيزنطي البلغاري عام 718 وانتصار ملك الفرنجة شارل مارتيل في معركة بلاط الشهداء عام 732 من أسباب توقف تقدم المسلمين في داخل أوروبا.
في عام 719، تدخل ترفيل مرة أخرى في الشؤون الداخلية للإمبراطورية البيزنطية عندما طلب الإمبراطور المخلوع أناستاسيوس الثاني مساعدته لاستعادة العرش. قدم له تيرفيل جنوادا وأعطاه 360,000 عملة ذهبية. سار أناستاسيوس الثاني إلى القسطنطينية، لكن سكانها رفضوا التعاون معه. في غضون ذلك، أرسل ليو الثالث رسالة إلى تيرفيل حثه فيها على احترام المعاهدة وتفضيل السلام على الحرب. وافق تيرفيل على طلب ليو الثالث وتوقف عن دعم أناستاسيوس الثاني وقطع علاقته معه. قام تيرفيل أيضا بالقاء القبض على العديد من المتآمرين الذين لجأوا إلى بليسكا (عاصمة للإمبراطورية البلغارية الأولى )